# Calliergidium
Calliergidium là một chi rêu trong họ Amblystegiaceae.